# Serra da Canastra
De Serra da Canastra is een bergketen in het centrum-zuiden van de Braziliaanse staat Minas Gerais, dicht bij de steden Delfinópolis, Sacramento en São Roque de Minas. De bergketen ligt ongeveer 310 kilometer van de mijn-hoofdstad Belo Horizonte, en ongeveer 350 kilometer van São Paulo. De bergen zijn tussen de 900 en 1460 meter hoog.
In de Serra de Canastra ligt het Nationaal park Serra da Canastra. Het woord canastra heeft de betekenis van een hutkoffer, het gebergte heeft deze naam omdat de vorm aan een dergelijke koffer doet denken. In het gebergte bevinden zich kimberlietlagen waar diamanten gevonden worden.
De rivier São Francisco heeft haar bron in de Serra da Canastra, meer precies in de gemeente São Roque de Minas. Haar eerste grote waterval is de Casca d'Anta. Deze waterval heeft een hoogte van 186 meter. Ze bevindt zich in het district São José do Barreiro, en is te bereiken via poort 4 van het nationale park.

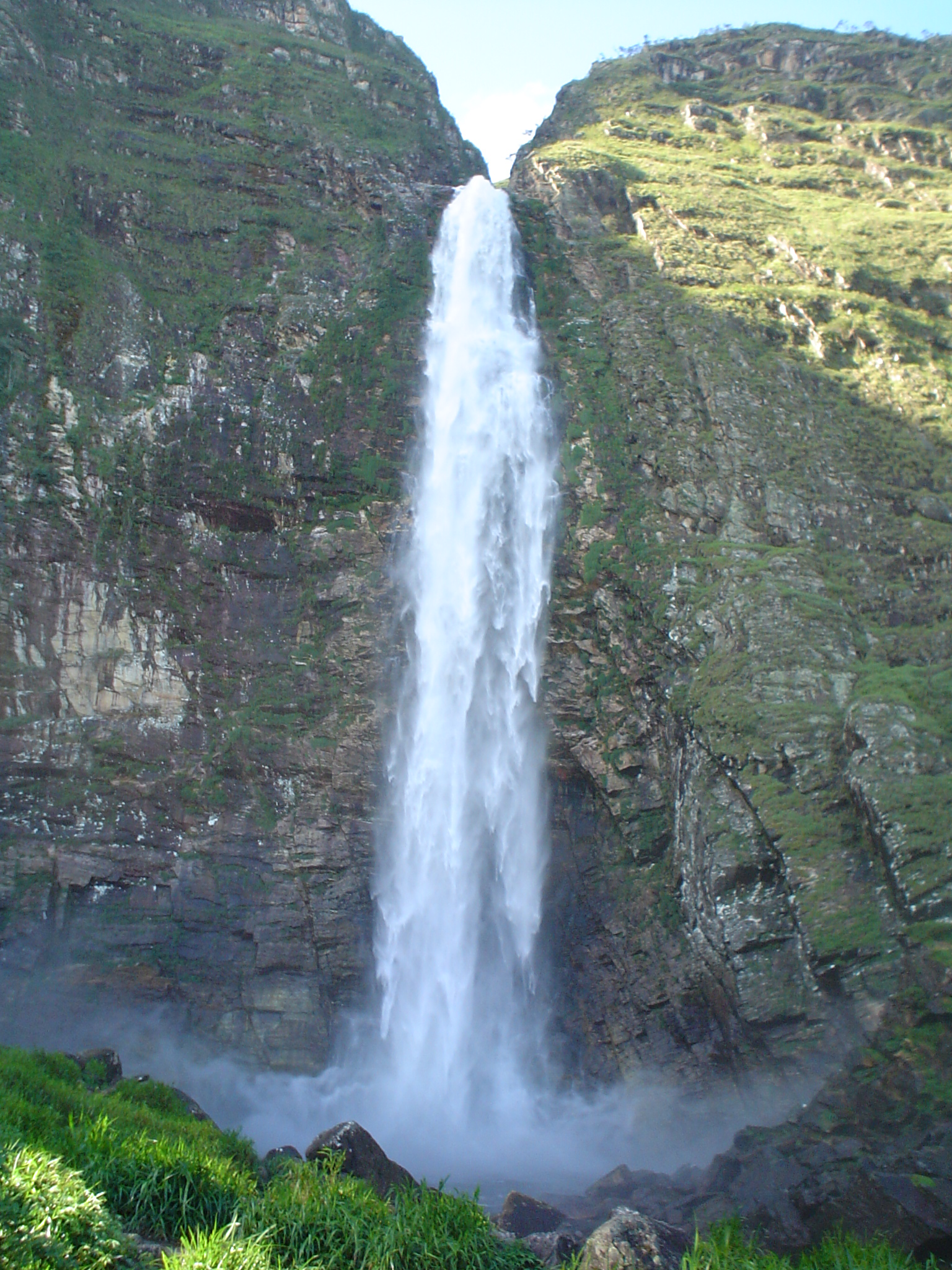
Waterval Casca d'Anta